# Mykolas Biržiška
Mykolas Biržiška, né le 24 août 1882 à Viekšniai et mort le 24 août 1962 à Los Angeles aux États-Unis, est un homme politique lituanien. En février 1918, il est l'un des vingt signataires de la déclaration d'indépendance de la Lituanie.

## Biographie
Mykolas Biržiška est recteur de l'université de Vilnius de 1940 à mars 1943 et à l'automne 1944. Lorsque Ona Šimaitė, une bibliothécaire de l’université, est condamnée à mort, Mykolas Biržiška rassemble des fonds pour soudoyer ses gardiens et la libérer.